# Codonopsis alpina
Codonopsis alpina är en klockväxtart som beskrevs av Johann Axel Nannfeld. Codonopsis alpina ingår i släktet Codonopsis, och familjen klockväxter. Inga underarter finns listade i Catalogue of Life.